# ناتوری ناتن
ناتوری ناتن (انگلیسی: Naturi Naughton؛ زادهٔ ۲۰ مهٔ ۱۹۸۴) یک ترانه‌سرا، خواننده و هنرپیشه اهل ایالات متحده آمریکا است.

## گزیدهٔ آثار

### سینما
- بلیط بخت‌آزمایی (۲۰۱۰)

### تلویزیون
- قدرت (۲۰۱۴ تا کنون)
- فیلادلفیا همیشه آفتابی است (۲۰۱۱)
- مد من (۲۰۱۰)
- تمام این‌ها (۲۰۰۲)